# 土井利里
土井 利里（どい としさと）は、江戸時代中期の大名。肥前国唐津藩4代藩主、下総国古河藩主。京都所司代。土井家宗家8代。

## 生涯
5000石の大身旗本土井利清の次男として生まれる。本家の唐津藩主家を相続していた兄の利延が死去したため、その養子となって家督を相続した。
幕府では奏者番となった後、国替されて家祖利勝時代の領地古河へ復帰する。さらに寺社奉行を経て京都所司代にのぼり、老中の一歩前まで来たところで死去した。
利里も子に恵まれず、はじめ旗本久世広武の四男を迎え、利剛と名乗らせ養嗣子としていたが早世した。その後、川越藩主松平朝矩の長男を迎え、利建と名乗らせていたが、安永4年（1767年）に廃嫡した。次いで西尾藩主松平乗祐の十男の才百を迎え、利見と名乗らせ家督を相続させた。

## 年表
- 1722年（享保7年） - 生まれる
- 1744年（延享元年） - 土井家相続（9月23日）
- 1759年（宝暦9年） - 奏者番
- 1762年（宝暦12年） - 古河に国替
- 1763年（宝暦13年） - 寺社奉行（2月18日）
- 1769年（明和6年） - 京都所司代（8月18日）
- 1777年（安永6年） - 死去、享年56

## 官歴
- 1744年（延享元年） - 従五位下、大炊頭
- 1769年（明和6年） - 従四位下、侍従

## 系譜
父母
- 土井利清（実父）
- 土井利益の娘（実母）
- 土井利延（養父）

正室
- 土井利知の娘

養子、養女
- 土井利剛 - 久世広武の四男
- 土井利建 - 松平朝矩の長男
- 土井利見 - 松平乗祐の十男
- 土井三保子 - 土井利国正室、後に本多忠奝継室、後に五島盛運継室、土井利剛の娘
- 青山忠裕正室 - 土井利剛の娘